# Берета 38
Берета 38 (итал. Moschetto Automatico Beretta Modello 1938) је италијански аутомат у калибру 9x19mm, настао 1938. у фабрици Пјетро Берета. Овај аутомат су током Другог светског рата претежно користиле снаге Италије и њених савезника али је значајан број пао и у руке разних покрета отпора. Према мишљењу четничких и партизанских ветерана, Берета 38 је најбољи аутомат Другог светског рата.

## Историја
Првобитно дизајниран од стране главног инжињера компаније Берета, Тулија Маренгонија 1935. године. Из аутомата Берета М18 и 18/30 развијен је Moschetto Automatico Beretta 38 или MAB 38, изведен из Вилар Пероса лаког митраљеза из времена Првог светског рата. Берета 38 широко је позната као најуспешније и најделотворније италијанско пјешадијско оружје Другог светског рата, и произведена је у великом броју и у неколико варијанти. Ограничена индустријска моћ Италије у Другом светском рату није била стварна препрека развоју напредних и делотворних ватрених оружја јер је већина оружја захтевала велики број занатских и полутантних радних сати да буду фино обрађене и подразумевано поуздане. Због тога што су италијански радници одликовали спором производњом је значило да је аутомат Берета 38 постао доступан у већем броју тек 1943. године, када је фашистички режим већ срушен, а Италија подијељена између савезничких снага на југу и немачких колаборациониста и Републике Сало на сјеверу.
Берета је развила MAB 38 како би се пробила на богато тржиште аутомата и митраљеза; то је било добро направљено и чврсто оружје, са неколико напредних карактеристика, погодно за полицијске сврхе и специјалне јединице војске. Представљен је италијанским властима 1939. године, његов први купац било је италијанско министарство колонија, које је купило неколико хиљада аутомата које ће бити издате као стандардно ватрено оружје ,,Polizia dell'Africa Italiana"(Италијанска Афричка Полиција), владине колонијалне полицијске снаге. Међутим, војне наредбе су споро долазиле: иако импресионирана одличним квалитетима и ватреним оружјем италијанска војска још није сматрала да би Берета 38 могла бити погодна за стандардну пешадијску борбу. Било је оцењено као идеално за полицију и јуришне јединице, а почетком 1941. године поручени су аутомати за Карабинијере, Националну државну полицију и падобранце. Италијанска војска је затражила мању промену у циљу смањивања трошкова производње, нарочито промјенљивог облика компензатора паљбе и уклањања бајонета. Оружје је тако промењено и названо MAB 38А. Ово је била стандардна војна варијанта која се користила током целог рата и издата је најелитнијим италијанским јединицама: падобранцима, батаљону ,,Alpini Monte Cervino", 10. ардитском пуку, црнокошуљашким батаљонима "М", војној полицији итд.
Италијанска краљевска морнарица га је такође купила, а MAB 38А је додељен и маринском пуку "San Marco" и снагама поморске сигурности.
Regia Aeronauticа (Италијанско краљевско ваздухопловство) издало је MAB 38А свом А.D.R.A. пуку. Ипак, Берета 38 је наручена у релативно малим количинама, а стандардна пушка и M1891 Каркано остала је као стандардно оружје чак и код елитних италијанских јединица. До 1943, MAB 38А (и од 1942. године, MAB 38/42) доступна је скоро искључиво за падобранце, црнокошуљаше, посаде тенкова и војне полицајце Карабинијере с обзиром на потребу ових јединица за великом ватреном моћи. Стандардни падобранац ваздухопловне дивизије ,,Folgore" био је наоружан искључиво овим оружјем, а дивизија је дала задовољавајуће борбене резултате. Слично томе, легије црнокошуљаша сматране су и коришћене као елитне јединице за напад, како због њиховог фанатизма, тако и због њиховог наоружања, у коме је и Берета 38 имала важно место.
После италијанског примирја и 8. септембра 1943. године, када су се италијанске оружане снаге распале, а италијанска колаборационистичка војска реконструисана у сјеверној Италији под немачким спонзорством, Берета 38 је постала широко распрострањена. Војска Републике Сало је од свог настанка била у великој мери ангажована у герилском рату против покрета отпора, као и у борби против савезника; за јуришне и антигерилске јединице, где је ватрено оружје у непосредној близини било витално средство, Берета је била идеално оружје. Тако је производња Берете 38 постала приоритет и испоручена је у великим количинама свим Мусолинијевим формацијама, посебно елитним: падобранци, поморска пјешадија, "Ардити" и батаљони, Републичка национална гарда итд. Постала је иконично оружје које симболизује италијанског војника у популарној култури. Касније у рату уведена је и поједностављена варијанта под називом М38/44, са даљим решењима за убрзање производње и смањење трошкова. Без обзира на припадност и опрему одређених јединица, Берета 38 је било популарно оружје које би се на крају могло наћи у рукама практично било којег војника, посебно међу официрима и вишим подофицирима, нарочито међу лаком пешадијом Bersaglieri, артиљеријским и оклопним јединицама. Република Сало је развила посебни прслук за ношење Беретиних оквира који је назван самурајски прслук. Тај прслук се одликовао компактношћу и покретљивошћу па је издат елитним јединицама и фанатичним црнокошуљашима.
Берета М38 је високо цењен аутомат од свих страна и међу разним покретима отпора, много прецизнији и снажнији од британског Стена што је био уобичајен проблем у партизанским јединицама, иако је Стен био погоднији за тајне операције захваљујући његовим компактнијим размерама. Немачким војницима се такође допала Берета М38, сматрали су га великим и тешким аутоматом али поузданим и добро направљеним.
Серија из 1938. године била је изузетно робусна и показала се веома популарном међу силама осовине као и савезничким трупама које су користили заробљене примерке. Многи немачки војници, укључујући елитне снаге као што су снаге Вафен СС и фалширмјегери заправо су више волели да користе Берету 38 у борби. Користећи снажну верзију италијанске 9×19mm М38 муниције, Берета је била прецизнија и на већим даљинама од већине других аутомата тог времена. MAB би могао пружити импресивну ватрену моћ у непосредној близини, а на дужим растојањима због величине и тежине (то је била његова једина „мана") Берета 38 би била веома стабилна, а тежина је ублажавала трзај што је обезбеђивало велику прецизност. Просечан стрелац би на 100m без проблема погодио мету људске величине. Берета 38 је била потпуно прецизна и до 200m што је за већину оновремених аутомата било ретко.
Берета 38 је била јако популарна и међу покретима отпора. На простору Југославије је била доступна у оним крајевима где се налазила и италијанска војска. Најчешће су је користили Четници ЈВуО на простору Далмације, Херцеговине и Црне Горе. Четници су у почетку ове аутомате заробљавали, а касније чак и почели да их добијају након што се Италијанска војска ставила у заштиту српског живља, а четници јој се приклонили како би добијали оружје за борбу против усташа и партизана. Берету 38 су користили и партизани, али претежно словеначке бригаде као и домобранске и шиптарске јединице које су прешле на страну комуниста. Берета 38 је такође била веома популарна међу покретима отпора у Албанији, Грчкој, Италији и на Источном фронту.

## Корисници
- Краљевина Италија
- Албанија
- Костарика
- Доминиканска Република
- Краљевина Грчка
- Јапанско царство
- Етиопско царство
- Западна Немачка
- Мароко
- Нацистичка Немачка
- Краљевина Румунија
- Јемен
- Република Сало
- СССР
- Краљевина Југославија
- ФНРЈ